# Johannes Vervaux
Johannes Vervaux (* 1. Dezember 1586 in Lothringen; † 15. September 1661 in München) war ein deutscher Jesuit, Historiker und Beichtvater Maximilians I. von Bayern.

## Leben
Vervaux stammte aus Lothringen. Er trat 1618 als Priester in den Jesuitenorden ein. unterrichtete sechs Jahre Philosophie und Moraltheologie und war ein Jahr Rektor in Trier. 1631 kam er auf Wunsch Elisabeths, der Frau Maximilians I., nach München und diente ihr als Beichtvater. Nach ihrem Tod im Januar 1635 und dem Tod Adam Contzens im Juni desselben Jahres wurde er als dessen Nachfolger zum Beichtvater des Kurfürsten. Wie seine Vorgänger Johann Buslidius und Contzen diente Vervaux nicht nur als Seelsorger, sondern auch als Berater und Gutachter in konfessionspolitischen Fragen. Maximilian nutzte den französischsprachigen Jesuiten auch in seiner Frankreichdiplomatie, so 1639 für Verhandlungen mit französischen Abgesandten in der Schweiz und 1645 für eine Mission nach Paris zu Kardinal Mazarin. Vervaux befürwortete in seiner Beratertätigkeit um des Friedens willen Zugeständnisse an die Protestanten. Diese Auffassung vertrat er auch gegenüber intransigenten Ordensbrüdern wie dem Dillinger Theologen Heinrich Wangnereck, was ihm ein päpstliches Publikationsverbot in dieser Frage eintrug. Die Spannungen mit der Kurie bildeten auch den Hintergrund für die Schwierigkeiten, sein Geschichtswerk Boicae Gentis Annalium Pars III zu veröffentlichen: Maximilian hatte Vervaux am Ende des Dreißigjährigen Krieges zum Hofhistoriographen bestimmt und dieser hatte seine Aufgabe 1653, zwei Jahre nach dem Tod des Kurfürsten, erfüllt. Erscheinen aber konnte das Werk erst 1662 nach langwierigen Verhandlungen mit der Ordensleitung in Rom unter dem Namen des verstorbenen Kanzlers Johann Adlzreiter, also nicht als Publikation eines Jesuiten. Der dritte Teil der Boicae Gentis befasst sich, aus intimer Kenntnis geschrieben, ausschließlich mit der Regierungszeit Maximilians I. und besitzt hohen Quellenwert, etwa in der Darstellung der religiösen Praxis des Fürsten. Hier wurden auch erstmals die Monita paterna veröffentlicht, väterliche Ermahnungen Maximilians an seinen Sohn und Thronfolger Ferdinand Maria im Stil eines Fürstenspiegels. Der Text ist auf 1639 zu datieren und als Verfasser hat mit hoher Wahrscheinlichkeit Vervaux selbst zu gelten.

## Schriften
- Boicae Gentis Annalium Pars III: Idea boni principatus ex vita, rebus gestis et virtutibus Maximiliani, utriusque Bavariae et Palatinatus Superioris ducis, S.R.I. archidapiferi et electoris, comitis Palatini Rheni, Leuchtenbergiae landgravii etc. München 1662.